# معركة الدلم
معركة الدلم هي معركة حدثت في 27 يناير 1903 بين قوات إمارة جبل شمر بقيادة عبدالعزيز بن متعب آل رشيد وبين قوات إمارة نجد بقيادة عبد العزيز بن عبد الرحمن بن فيصل آل سعود، في سبيل تأسيس المملكة العربية السعودية، وانتهت بانتصار ابن سعود وتثبيت الحكم السعودي في أنحاء جنوب الرياض.

## قبل المعركة
أرسل عبد العزيز آل سعود إشاعة مفادها أنه أختلف مع والده وخرج من الرياض وأن والده قد أخذ الأمان لأهل الرياض من ابن رشيد، فوصلت الإشاعة لمسامع ابن رشيد الذي صدّقها وتحرك يحث الخطى متجهًا إلى الرياض بجيش يربو على 4,000 مقاتل، ولكنه عندما وصل إلى بنبان علم بحقيقة الأمر وأن عبد العزيز قد حصن الرياض قبل خروجه بـ 1,000 مقاتل للدفاع عن المدينة وأنه رحل إلى الدلم في الجنوب ومعه القليل من الرجال، فتابع السير خلفه.

## أحداث المعركة
كان ابن سعود قد جهز الرياض لاحتمال مهاجمتها من ناحية الشمال، ففي هذه الحالة ستصمد الرياض لأنه قام بتأمينها مما يؤدي إلى تكسر هجمات الخصم وبالتالي يتم فقد جيشه لعنصر الحركة فيتولى عبد العزيز مهمة الهجوم ومبادأة الجيش الغازي.
وفي حالة القدوم من الجنوب : فسوف يتجه ابن رشيد إلى الخرج والجنوب تاركًا الرياض وفي هذه الحالة تطول خطوط مواصلته وتتعرض للقطع فيواجه ابن رشيد أزمات في المؤن والعتاد نتيجة للإستراتيجية العسكرية التي وضعها عبد العزيز، وفعلًا أخذ ابن رشيد فيما توقعه ابن سعود فقد اتجه ابن رشيد إلى الخرج.
فلجأ عبد العزيز إلى المناورة والتحرك السريع في كل الإتجاهات فنجح في إنهاك جيش ابن رشيد مما أوقع ابن رشيد في أزمات على جميع الأصعدة مما أنهك قواة وبالتالي أنزل به هزيمة في السليمة فرحل ابن رشيد لعدم قدرته لمواجهة الهجمات التي كان يقوم بها عبد العزيز إلى الشمال، هذا الانتصار حفز عبد العزيز آل سعود إلى توسيع إستراتيجيته وهي الانتقال من مرحلة الدفاع إلى مرحلة الهجوم وقد أخذ هذه الإستراتيجية بعد أزمة العلاقات بين ابن رشيد وأمير الكويت التي أدت بابن رشيد لمحاصرة الكويت، فاستنجد الشيخ مبارك الصباح بالملك عبد العزيز فسار إليه على رأس جيش كبير ولكنهما لم يلتحما مع ابن رشيد الذي لجأ إلى المناورة والزحف على الرياض التي صمدت لهجومه.
وفي هذه الأثناء كان عبد العزيز آل سعود قد استطاع جمع جيشة وهم أهل الحوطة وأهل الحلوة وأهل الفرعة وهم من بني تميم بالانضمام إليه، فآلتحق منهم أكثر من 800 مقاتل ليصبح جيشه نحو 1,500 مقاتل وكان من قادوا المعركة مع الملك عبد العزيز ثلاث فرسان وهم علي بن خريّف أمير الحلوة، وأبو شيبة أمير الحوطة، ووجعان الراس أمير الفرعة، وعند وصول ابن رشيد إلى الدلم زحف إليه عبد العزيز آل سعود برجاله ليلًا ودخل البلد، وفي الصباح تقصى عبد العزيز آل سعود أخبار ابن رشيد فعلم أنه يخرج صباح كل يوم مع بعض رجاله إلى بساتين النخيل الواقعة خارج البلد، ففكر الملك في أن يستخدم أسلوب المفاجأة فهجم عليهم في وقت الظهيرة مما أدى إلى إرباك صفوفهم واختلال نظامهم، واستمر القتال إلى غروب الشمس.
وفي صباح اليوم التالي انسحبت قوات عبد العزيز بن متعب بن عبد الله الرشيد إلى السلمية فلحق بهم عبد العزيز آل سعود بعد أن جاءه المدد والذخيرة التي أرسل في طلبها ليصل عدد من معه إلى 2,000 مقاتل، ودارت المعركة بينهم ثانية في السلمية في ربيع الأول سنة 1320هـ الموافق حزيران ( يونيو ) 1902م ، وقد حصل بينهم قتال شديد انهزم على أثره ابن رشيد.

## بعد المعركة
هزم ابن رشيد وإنسحب عائدًا إلى حفر الباطن، أما عبد العزيز آل سعود فعاد إلى الرياض بعد أن ثبتت سيادته على الخرج والدلم والنواحي الجنوبية لنجد.